# Élections municipales de 2003 en Mauricie
Les élections municipales québécoises de 2003 se déroulent le 2 novembre 2003. Elles permettent d'élire les maires et les conseillers de chacune des municipalités locales du Québec, ainsi que les préfets de quelques municipalités régionales de comté.

## Mauricie

### Charette
| Poste/District                                            | Élu                 | Type d'élection |
| --------------------------------------------------------- | ------------------- | --------------- |
| Maire                                                     | Claude Boulanger    | Sans opposition |
| 1                                                         | Léon DeCharette     | Sans opposition |
| 2                                                         | Lise M.-Lemay       | Scrutin         |
| 3                                                         | François D.-Gélinas | Sans opposition |
| 4                                                         | Jean Bellerive      | Sans opposition |
| 5                                                         | Réjean Boisvert     | Sans opposition |
| 6                                                         | Yvon St-Yves        | Sans opposition |
| Électeurs : 749 Votants : 134 Taux de participation: 18 % |                     |                 |

### La Tuque
| Poste/District                                                 | Élu               | Type d'élection |
| -------------------------------------------------------------- | ----------------- | --------------- |
| Maire                                                          | Réjean Gaudreault | Scrutin         |
| 1                                                              | Louis Villemure   | Scrutin         |
| 2                                                              | Elzéar Lepage     | Sans opposition |
| 3                                                              | Michel Garceau    | Scrutin         |
| 4                                                              | Denis Boulianne   | Scrutin         |
| 5                                                              | Michel Pronovost  | Sans opposition |
| 6                                                              | Gaston Hamel      | Sans opposition |
| 7                                                              | Julien Boisvert   | Scrutin         |
| 6                                                              | Réjean St-Louis   | Sans opposition |
| Électeurs : 10 762 Votants : 6 097 Taux de participation: 57 % |                   |                 |

### Saint-Adelphe
| Poste/District                                           | Élu               | Type d'élection |
| -------------------------------------------------------- | ----------------- | --------------- |
| 1                                                        | Nicole Beaulieu   | Sans opposition |
| 3                                                        | Mario Defoy       | Sans opposition |
| 6                                                        | Louis-Marc Trudel | Sans opposition |
| Électeurs : n/a Votants : n/a Taux de participation: n/a |                   |                 |

### Saint-Alexis-des-Monts
| Poste/District                                           | Élu                 | Type d'élection |
| -------------------------------------------------------- | ------------------- | --------------- |
| Maire                                                    | Jean-Paul Diamond   | Sans opposition |
| 1                                                        | Lucien Bellemare    | Sans opposition |
| 2                                                        | Jacques Lafrenière  | Sans opposition |
| 3                                                        | Lorraine L.-Lambert | Sans opposition |
| 4                                                        | Yves Robert         | Sans opposition |
| 5                                                        | Madeleine L.-Robert | Sans opposition |
| 6                                                        | Martial Thibodeau   | Sans opposition |
| Électeurs : n/a Votants : n/a Taux de participation: n/a |                     |                 |

### Saint-Justin
| Poste/District                                              | Élu               | Type d'élection |
| ----------------------------------------------------------- | ----------------- | --------------- |
| Maire                                                       | Kathya Paquin     | Scrutin         |
| 1                                                           | Gaston Brissette  | Sans opposition |
| 2                                                           | Yvon Déry         | Sans opposition |
| 3                                                           | André Plante      | Sans opposition |
| 4                                                           | Sébastien Leblanc | Sans opposition |
| 5                                                           | Roger Gaboury     | Scrutin         |
| 6                                                           | Lise Boivin       | Scrutin         |
| Électeurs : 1 014 Votants : 674 Taux de participation: 66 % |                   |                 |

### Saint-Léon-le-Grand
| Poste/District                                           | Élu                   | Type d'élection |
| -------------------------------------------------------- | --------------------- | --------------- |
| Maire                                                    | Roland Pelletier      | Sans opposition |
| 1                                                        | Yves Charette         | Sans opposition |
| 2                                                        | Rollande B.-Bastien   | Sans opposition |
| 3                                                        | René Paquin           | Sans opposition |
| 4                                                        | Hélène D.-Auger       | Sans opposition |
| 5                                                        | Jean-Paul Langevin    | Sans opposition |
| 6                                                        | Chantal Martel-Ferron | Sans opposition |
| Électeurs : n/a Votants : n/a Taux de participation: n/a |                       |                 |

### Saint-Mathieu-du-Parc
| Poste/District                                           | Élu                    | Type d'élection |
| -------------------------------------------------------- | ---------------------- | --------------- |
| Maire                                                    | Daniel Petit           | Sans opposition |
| 1                                                        | Gilles Martel          | Sans opposition |
| 2                                                        | Danielle Brown         | Sans opposition |
| 3                                                        | Huguette Vivier-Savard | Sans opposition |
| 4                                                        | Jacques Lachance       | Sans opposition |
| 5                                                        | Annie Garceau          | Sans opposition |
| 6                                                        | Nicole Fafard-Pellerin | Sans opposition |
| Électeurs : n/a Votants : n/a Taux de participation: n/a |                        |                 |

### Saint-Maurice
| Poste/District                                            | Élu                  | Type d'élection |
| --------------------------------------------------------- | -------------------- | --------------- |
| Maire                                                     | Gérard Bruneau       | Sans opposition |
| 1                                                         | Stéphane Gagnon      | Sans opposition |
| 2                                                         | Donald Jacob         | Sans opposition |
| 3                                                         | Mario Massicotte     | Scrutin         |
| 4                                                         | Marc-André Lallemand | Sans opposition |
| 5                                                         | Isabelle Normandin   | Scrutin         |
| 6                                                         | Michel Beaumier      | Scrutin         |
| Électeurs : 940 Votants : 602 Taux de participation: 64 % |                      |                 |

### Saint-Narcisse
| Poste/District                                             | Élu           | Type d'élection |
| ---------------------------------------------------------- | ------------- | --------------- |
| 1                                                          | Louise Trudel | Sans opposition |
| 3                                                          | Guy Veillette | Sans opposition |
| 4                                                          | Jean Tessier  | Sans opposition |
| Électeurs : 4 506 Votants : n/d Taux de participation: n/d |               |                 |

### Saint-Paulin
| Poste/District                                                | Élu              | Type d'élection |
| ------------------------------------------------------------- | ---------------- | --------------- |
| Maire                                                         | Brigitte Gagnon  | Scrutin         |
| 1                                                             | Mario Gadbois    | Scrutin         |
| 2                                                             | Jacques Dupuis   | Scrutin         |
| 3                                                             | Guy Leblanc      | Sans opposition |
| 4                                                             | Stéphane Elliott | Sans opposition |
| 5                                                             | Denise Frappier  | Scrutin         |
| 6                                                             | Claude Paillé    | Scrutin         |
| Électeurs : 1 402 Votants : 1 077 Taux de participation: 77 % |                  |                 |

### Saint-Sévère
| Poste/District                                            | Élu             | Type d'élection |
| --------------------------------------------------------- | --------------- | --------------- |
| 3                                                         | Raymond Lacerte | Sans opposition |
| 5                                                         | Martial Lacerte | Scrutin         |
| 6                                                         | Denis Arvisais  | Sans opposition |
| Électeurs : 280 Votants : 197 Taux de participation: 70 % |                 |                 |

### Saint-Séverin
| Poste/District                                           | Élu               | Type d'élection |
| -------------------------------------------------------- | ----------------- | --------------- |
| 3                                                        | Line Dessureault  | Sans opposition |
| 5                                                        | Pierre Lafontaine | Sans opposition |
| 6                                                        | Odette Carpentier | Sans opposition |
| Électeurs : n/a Votants : n/a Taux de participation: n/a |                   |                 |

### Saint-Tite
| Poste/District                                           | Élu                           | Type d'élection |
| -------------------------------------------------------- | ----------------------------- | --------------- |
| Maire                                                    | Reynald Périgny               | Sans opposition |
| 1                                                        | Danielle Cormier              | Sans opposition |
| 2                                                        | Gabriel Périgny               | Sans opposition |
| 3                                                        | Jules Duchemin                | Sans opposition |
| 4                                                        | Robert Ringuette              | Sans opposition |
| 5                                                        | Madeleine Paquette-Carpentier | Sans opposition |
| 6                                                        | Jacques Carpentier            | Sans opposition |
| Électeurs : n/a Votants : n/a Taux de participation: n/a |                               |                 |

### Sainte-Geneviève-de-Batiscan
| Poste/District                                           | Élu               | Type d'élection |
| -------------------------------------------------------- | ----------------- | --------------- |
| 1                                                        | Christian Gendron | Sans opposition |
| 2                                                        |                   | Vacant          |
| 5                                                        | Alain Ricard      | Sans opposition |
| Électeurs : n/a Votants : n/a Taux de participation: n/a |                   |                 |

### Trois-Rives
| Poste/District                                            | Élu                 | Type d'élection |
| --------------------------------------------------------- | ------------------- | --------------- |
| 1                                                         | Godfrey Plachta     | Scrutin         |
| 3                                                         | Marie-Paule Gélinas | Scrutin         |
| 4                                                         | Lise R.-Guillemette | Scrutin         |
| 5                                                         | Ninon Fortier       | Sans opposition |
| Électeurs : 596 Votants : 408 Taux de participation: 68 % |                     |                 |

### Yamachiche
| Poste/District                                              | Élu               | Type d'élection |
| ----------------------------------------------------------- | ----------------- | --------------- |
| Maire                                                       | Michel Isabelle   | Sans opposition |
| 1                                                           | Réal Girardin     | Sans opposition |
| 3                                                           | André Desaulniers | Sans opposition |
| 6                                                           | Jean-Marie Lamy   | Scrutin         |
| Électeurs : 2 089 Votants : 387 Taux de participation: 19 % |                   |                 |